# Devils Tower
Devils Tower — офшорне нафтогазове родовище в Мексиканській затоці, розташоване за 140 миль на південний схід від Нового Орлеану.

## Опис

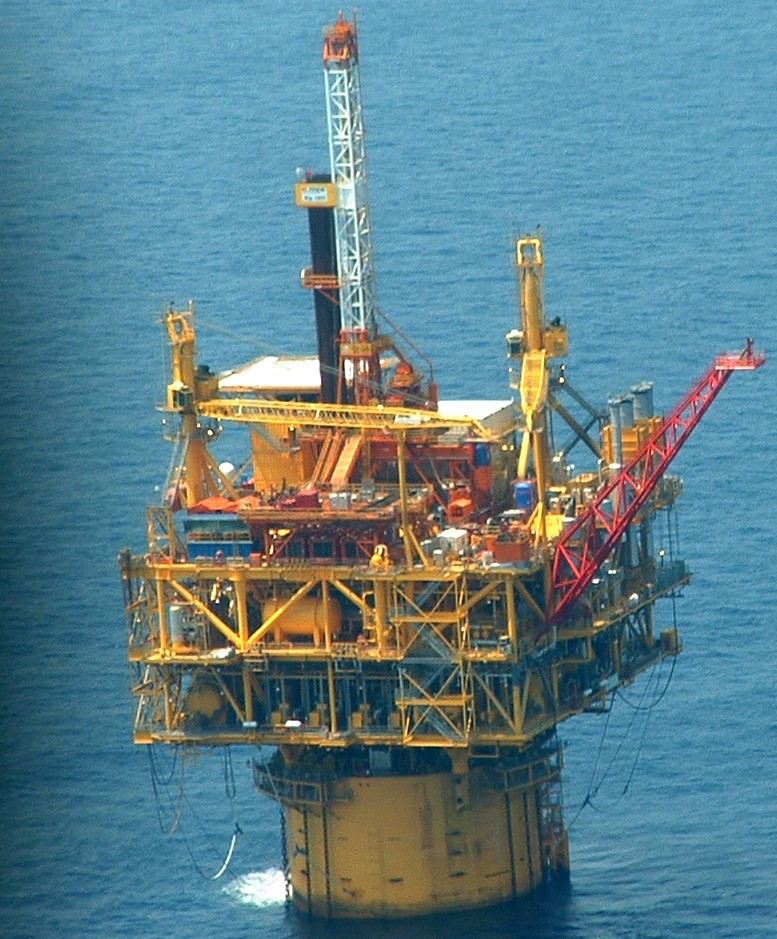
Платформа Devils Tower

Родовище виявили на початку 2000 року внаслідок спорудження буровим судном Celtic Sea розвідувальної свердловини довжиною 4762 метри. Того ж року судно Noble Homer Ferrington виявило вуглеводні у відокремленому блоку на північний схід від свердловини-відкривача. В подальшому розміри відкриття уточнили за допомогою ще двох оціночних свердловин (одна з них мала також боковий стовбур). Станом на 2015 рік початкові видобувні запаси родовища оцінювались у  103 млн барелів нафти та 2,4 млрд м³ газу.
Розробку Devils Tower організували за допомогою платформи типу SPAR (Single Point Anchor Reservoir), конструкція якої нагадує поплавок — за допомогою швартування до однієї точки на дні довгий корпус закріплений у вертикальному положенні так, що лише незначна його частина виступає над поверхнею та несе на собі надбудову з обладнанням («топсайд»). Корпус для Devils Tower висотою 179 метрів та діаметром 29 метрів спорудили на відомому своїми верфями індонезійському острові Батам та доправили до Мексиканської затоки на судні для перевезення негабаритних вантажів Black Marlin, при цьому перехід на відстань понад 22 тисячі кілометрів зайняв 49 днів. Тим часом у Веракрус (Мексика) та Харбор-Айленд (на півдні Техасу, у внутрішній лагуні трохи північніше затоки Корпус-Крісті) виготовили елементи «топсайду». В підсумку платформу пришвартували в районі з глибиною моря 1710 метрів та укомплектували за допомогою потужного плавучого крану Derrick barge 50. Вага корпусу конструкції складає 10623 тони, крім того «топсайд» та обладнання важать 3456 та 7711 тонн відповідно. Максимальна виробнича потужність платформи становить 60 тисяч барелів нафти та 3,1 млн м³ газу на добу. Вона також може обробляти до 40 тисяч барелів води та провадити закачування 0,7 млн м³ при використанні газліфтного методу.

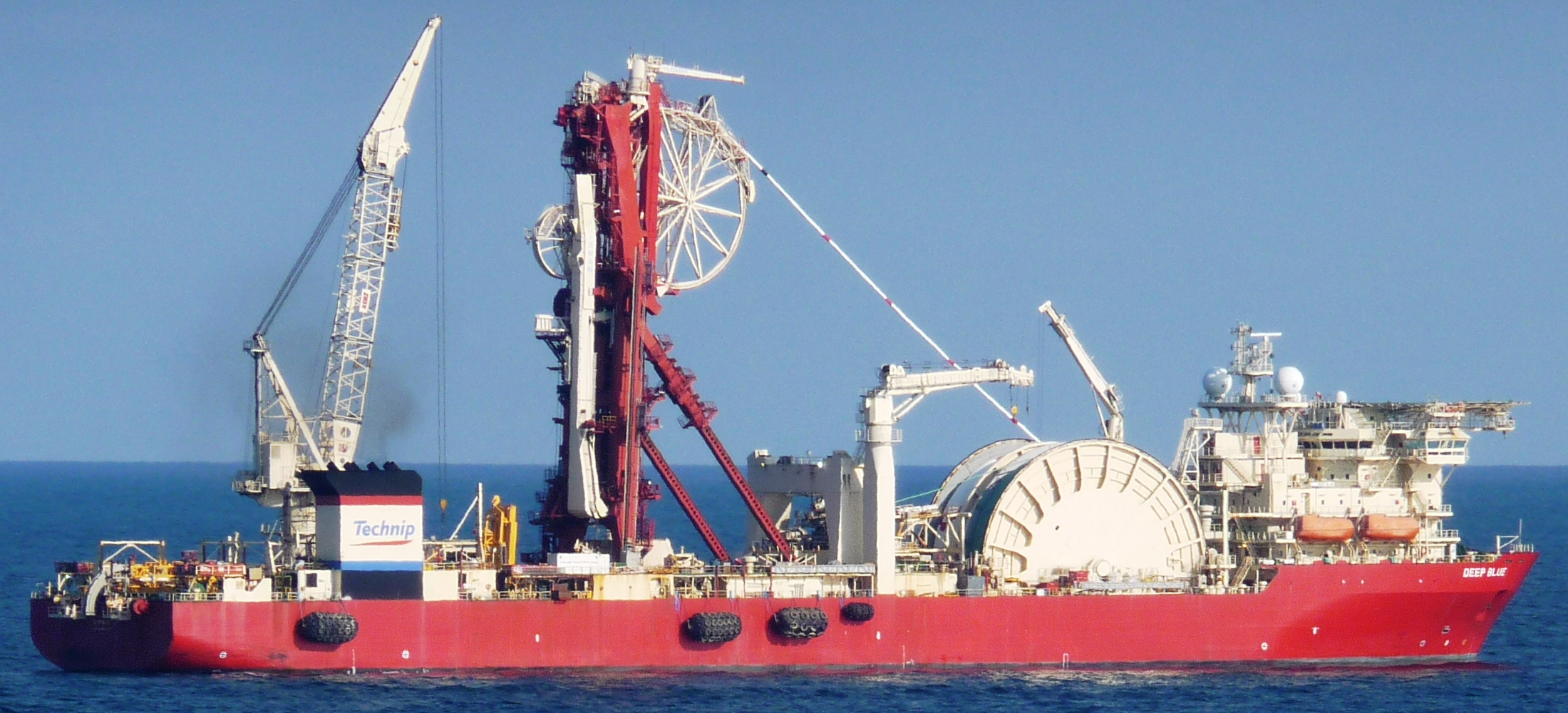
Трубоукладальне судно Deep Blue, яке провадило укладання нафто- і газопроводів від платформи Devils Tower

Нафта спрямовується на суходол через трубопровід Mountaineer, котрий спершу прямує на північ. Минувши найбільш виступаючу в затоку частину дельти Міссісіппі, він довертає на північний захід та після проходження через мілководдя північніше від дельти виходить на берег у штаті Луїзіана. Глибоководну частину — 6 миль діаметром 350 мм та 70 миль діаметром 450 мм — спорудило трубоукладальне судно Deep Blue. Укладання виконаної в діаметрі 500 мм завершальної частини траси довжиною 50 миль, котра проходила в діапазоні глибин від 80 до 2,5 метрів, провело судно Lone Star Horizon (для засипання траншеї задіяли баржу Pecos Horizon). Попутний газ спрямовується до системи Canyon Chief, котра спершу прямує паралельно до нафтопроводу, проте в підсумку передає газ до штату Міссісіппі.
Першу продукцію з родовища отримали у травні 2004 року. Станом на кінець 2015-го накопичений видобуток Devils Tower склав 79 млн барелів нафти та 1,85 млрд м3 газу.
Окрім власних свердловин, до платформи Devils Tower були підключені розташовані у трьох милях нафтові родовища-сателіти Тритон та Голдфінгер (2005), а також газове родовище Bass Lite (2008). У 2016-му сюди почала надходити продукція нафтового родовища Kodiak.